# Alfonz Šarh
Alfonz Šarh (s partizanskim imenom Iztok), slovenski kmet, partizan in narodni heroj, * 25. avgust 1893, Slovenska Bistrica, † 8. januar 1943, Trije žeblji pri Osankarici (padel v boju).
Alfonz Šarh se je rodil v kmečko družino in se je pred izbruhom prve svetovne vojne ukvarjal z gozdarstvom na Lobnici na Pohorju. Med prvo svetovno vojno se je boril na soški fronti, od koder pa je pobegnil domov na Pohorje. Leta 1918 se je s skupino Rušanov, v Mariboru pridružil generalu Maistru pri obrambi severne meje. Po vojni je bil zastavonoša sokolske organizacije in sodeloval z naprednimi krogi pri narodnoobrambnih akcijah. Alfonz Šarh je na volitvah leta 1935 in 1938 kandidiral na listi Dimitrija Ljotića in Jugoslovanskega nacionalnega gibanja Zbor, ki je v Dravski banovini veljalo za fašistično. Pred izbruhom druge svetovne vojne je bil 47 letni Šarh vpoklican v vojsko Kraljevine Jugoslavije in bil ob nemški okupaciji Jugoslavije leta 1941 zajet. Postal je nemški vojni ujetnik, zaprt pa je bil v meljski vojašnici. Po priključitvi Štajerske Tretjemu rajhu so ga izpustili, a so se ponj vrnili že čez nekaj dni. Pred ponovno aretacijo se je umaknil v ilegalo in začel sodelovati s partizani.
3. avgusta 1942 so Nemci po vsej Štajerski začeli z obširnimi aretacijami družin simpatizerjev in podpornikov partizanskega gibanja. Aretirali so 184 mož, 365 žensk, 110 mladoletnikov in 60 otrok. Med aretiranimi je bila tudi žena Alfonza Šarha in osem od njegovih devetih otrok. Šarh sam je bil skrit v bunkerju pod podom, tako da ga Nemci niso našli. Šarh se je po tej nemški akciji pridružil partizanom. 
Nemci so ženske ločili od otrok in jih odpeljali v Auschwitz, otroke pa v mladinsko taborišče Frohnleiten blizu Celovca. V tem taborišču je končalo tudi vseh osem Šarhovih otrok. Od tam sta 18. avgusta 1941 najprej pobegnila 16 letni Šarhov sin Lojzek in 14 letni Pepček, 14. septembra pa je uspelo pobegniti še 12-letnemu Vančku. Otroci so se po vrnitvi na Pohorje najprej skrivali pri nekem kmetu, po združitvi z očetom pa so se pridružili ruški četi in tako postali borci pohorskega bataljona. 8. januarja 1943 je bil v spopadu z enotami nemške policije pohorski bataljon obkoljen in uničen do zadnjega moža. V spopadu so padli tudi vsi štirje Šarhi.